# Vinylalcohol
Vinylalcohol of ethenol is een organische verbinding met als brutoformule C2H4O. In normomstandigheden is de stof in evenwicht met zijn tautomeer, aceetaldehyde. Het evenwicht ligt sterk naar de kant van aceetaldehyde.
Tussen mei en juli 2001 ontdekten de astronomen A. J. Apponi en Barry Turner vinylalcohol in de moleculaire wolk Sagittarius B.